# 5e étape du Tour d'Italie 2009
La 5e étape du Tour d'Italie 2009, s'est déroulée le 13 mai 2009. Cette étape longue de 125 km reliait San Martino di Castrozza à l'Alpe di Siusi.

## Classement de l'étape
| Classement de la 5e étape | Classement de la 5e étape | Classement de la 5e étape | Classement de la 5e étape | Classement de la 5e étape |
|                           | Coureur                   | Pays                      | Équipe                    | Temps                     |
| ------------------------- | ------------------------- | ------------------------- | ------------------------- | ------------------------- |
| 1er                       | Denis Menchov             | RUS                       | Rabobank                  | en 3 h 15 min 24 s        |
| 2e                        | Danilo Di Luca            | ITA                       | LPR Brakes-Farnese Vini   | + 2 s                     |
| 3e                        | Thomas Lövkvist           | SWE                       | Columbia-High Road        | + 5 s                     |
| 4e                        | Ivan Basso                | ITA                       | Liquigas                  | m.t.                      |
| 5e                        | Levi Leipheimer           | USA                       | Astana                    | + 9 s                     |
| 6e                        | Christopher Horner        | USA                       | Astana                    | m.t.                      |
| 7e                        | Carlos Sastre             | ESP                       | Cervélo TestTeam          | + 19 s                    |
| 8e                        | David Arroyo              | ESP                       | Caisse d'Épargne          | + 22 s                    |
| 9e                        | Michael Rogers            | AUS                       | Columbia-High Road        | m.t.                      |
| 10e                       | Fredrik Kessiakoff        | SWE                       | Fuji-Servetto             | m.t.                      |
| modifier                  |                           |                           |                           |                           |

## Classements à l'issue de l'étape

### Classement général
| Classement général | Classement général | Classement général | Classement général      | Classement général  |
|                    | Coureur            | Pays               | Équipe                  | Temps               |
| ------------------ | ------------------ | ------------------ | ----------------------- | ------------------- |
| 1er                | Danilo Di Luca     | ITA                | LPR Brakes-Farnese Vini | en 16 h 20 min 44 s |
| 2e                 | Thomas Lövkvist    | SWE                | Columbia-High Road      | + 5 s               |
| 3e                 | Michael Rogers     | AUS                | Columbia-High Road      | + 36 s              |
| 4e                 | Levi Leipheimer    | USA                | Astana                  | + 43 s              |
| 5e                 | Denis Menchov      | RUS                | Rabobank                | + 50 s              |
| 6e                 | Ivan Basso         | ITA                | Liquigas                | + 1 min 6 s         |
| 7e                 | Carlos Sastre      | ESP                | Cervélo TestTeam        | + 1 min 16 s        |
| 8e                 | Christopher Horner | USA                | Astana                  | + 1 min 17 s        |
| 9e                 | Franco Pellizotti  | ITA                | Liquigas                | + 1 min 27 s        |
| 10e                | David Arroyo       | ESP                | Caisse d'Épargne        | + 1 min 41 s        |
| modifier           |                    |                    |                         |                     |

### Classement par points
| Classement par points | Classement par points | Classement par points | Classement par points   | Classement par points |
| --------------------- | --------------------- | --------------------- | ----------------------- | --------------------- |
|                       | Coureur               | Pays                  | Équipe                  | Point(s)              |
| 1er                   | Alessandro Petacchi   | ITA                   | LPR Brakes-Farnese Vini | 51 points             |
| 2e                    | Danilo Di Luca        | USA                   | LPR Brakes-Farnese Vini | 49 pts                |
| 3e                    | Tyler Farrar          | ITA                   | Garmin-Slipstream       | 38 pts                |
| modifier              |                       |                       |                         |                       |

### Classement du meilleur grimpeur
| Classement du meilleur grimpeur | Classement du meilleur grimpeur | Classement du meilleur grimpeur | Classement du meilleur grimpeur | Classement du meilleur grimpeur |
| ------------------------------- | ------------------------------- | ------------------------------- | ------------------------------- | ------------------------------- |
|                                 | Coureur                         | Pays                            | Équipe                          | Point(s)                        |
| 1er                             | Danilo Di Luca                  | ITA                             | LPR Brakes-Farnese Vini         | 25 points                       |
| 2e                              | Denis Menchov                   | RUS                             | Rabobank                        | 15 pts                          |
| 3e                              | Stefano Garzelli                | ITA                             | Astana                          | 10 pts                          |
| modifier                        |                                 |                                 |                                 |                                 |

### Classement du meilleur jeune
| Classement général du meilleur jeune | Classement général du meilleur jeune | Classement général du meilleur jeune | Classement général du meilleur jeune              | Classement général du meilleur jeune |
|                                      | Coureur                              | Pays                                 | Équipe                                            | Temps                                |
| ------------------------------------ | ------------------------------------ | ------------------------------------ | ------------------------------------------------- | ------------------------------------ |
| 1er                                  | Thomas Lövkvist                      | SWE                                  | Columbia-High Road                                | en 16 h 20 min 49 s                  |
| 2e                                   | Kevin Seeldraeyers                   | BEL                                  | Quick Step                                        | + 2 min 44 s                         |
| 3e                                   | Jackson Rodríguez                    | VEN                                  | Serramenti PVC Diquigiovanni - Androni Giocattoli | + 4 min 5 s                          |
| modifier                             |                                      |                                      |                                                   |                                      |

### Classement par équipes
| Classement par équipes | Classement par équipes | Classement par équipes | Classement par équipes |
|                        | Équipe                 | Pays                   | Temps                  |
| ---------------------- | ---------------------- | ---------------------- | ---------------------- |
| 1re                    | Astana                 | Kazakhstan             | en 48 h 21 min 36 s    |
| 2e                     | Columbia-High Road     | États-Unis             | + 31 s                 |
| 3e                     | Barloworld             | Royaume-Uni            | + 3 min 35 s           |
| modifier               |                        |                        |                        |

## Abandons
213.  David García Dapena (Xacobeo Galicia)